# Loon (Assen)
Loon is een dorp in de Nederlandse provincie Drenthe, gemeente Assen, ten noordoosten van de stad Assen. Op 1 januari 2023 had Loon ongeveer 265 inwoners.

## Geografie
De naam Loon is afgeleid van loo, wat bos betekent. Loon is een typisch Drents esdorp. Het ligt aan de rand van het Nationaal beek- en esdorpenlandschap Drentsche Aa. De Drentsche Aa, hier Looner Diep geheten, stroomt langs het dorp. De marke van Loon bestaat naast essen dan ook voornamelijk uit groenlanden langs de beek. Tevens is er een hunebed (D15) te vinden. De marke wordt doorkruist door de spoorlijn Assen-Groningen.

## Geschiedenis
De eerste vermelding van Loon is uit de twaalfde eeuw. In de ‘’lijst van inkomsten der abdij Werden uit goederen in Friesland en Drenthe’’ uit 1160 wordt Loon geschreven als Lon. Loon behoorde vanouds tot het Rolderdingspel. In de middeleeuwen bestond Drenthe uit zes rechtsdistricten of ‘’dingspelen.’’ Hiervan was het Rolderdingspel het kleinste. Het is het enige dingspel waaruit geen andere parochies ontstonden, waardoor het kerspel en het dingspel samenvielen. Het kerspel regelde onder andere de armenzorg, de belastinginning en het onderhoud aan wegen en wateren.

#### Het vroegste grondbezit in Loon
Het bezit van de abdij van Werden spreidde zich uit van Oldenzaal tot Groningen en had verschillende goederen in Drenthe. Uit de ‘’lijst van inkomsten der abdij Werden uit goederen in Friesland en Drenthe’’ uit 1160 blijkt dat de abdij van Werden ook goederen bezat in Loon. Naast de abdij van Werden waren de dominale goederen in het bezit van de bisschop van Utrecht. In de elfde eeuw werd het Domkapitell van Utrecht zelfstandig en werden de goederen van de Utrechtse kerk verdeeld in kapitellgoederen en bisschopsgoederen. De dominale goederen in Loon bestonden van de elfde eeuw tot de dertiende eeuw uit twee bisschoppelijk tafelgoederen, twee goederen van het Sint-Pieterkapitell en één goed van de abdij van Werden. In 1283 werden de Werdense goederen in Groningen verkocht en sindsdien ontbreekt elk spoor van het Werdens goed.
Het hof van Sint-Pieter in Peelo was het centrum van de domeinerven in Loon en het gehele Rolderdingspel. Uit het ‘’Register van de inkomsten van de proostdij van St. Pieter te Utrecht uit goederen in Drenthe’’ van omstreeks 1298-1304 blijkt dat het Sint-Pieterskapitell naast onroerend goed ook het kerkelijke tiendenrecht van de meeste erven in Loon bezat. Waarschijnlijk werd deze belasting opgeslagen in het hof van Peelo. In de late middeleeuwen verloor dit hof in Peelo zijn functie en werden het hof in Uffelte en de pastorie van Anloo het centrum voor de Sint-Pieterkapitell goederen. De Sint-Pieterkapitell goederen van Loon gingen naar Anloo. In de vijftiende eeuw behoorden de domeinerven van de bisschop van Utrecht aan het bisschoppelijk hof in Anloo.
Vanaf de veertiende en vijftiende eeuw was er geen sprake meer van horigheid en raakte het hof van Anloo zijn functie kwijt. Betalingen werden nu geïnd door ambtenaren en niet meer door de meier van het hof. De domeinerven kwamen in handen van vrije boeren, op voorwaarde dat de erven niet gesplitst mochten worden. Dit betekende het einde van het kerkelijke grootgrondbezit in Drenthe en dus in Loon. De nieuwe grondbezitters die vervolgens opkwamen waren voornamelijk personen uit de eigen regio. Voorbeelden hiervan zijn het klooster in Assen, de (Drentse) adel en eigenerfde boeren. In Loon zijn voorbeelden van deze nieuwe grootgrondbezitters het klooster van Assen, die bij de opheffing in 1601 één erf bezat in Loon. Dit erf werd ‘’Betinge’’ genoemd. Een adellijke grondbezitter in Loon was bijvoorbeeld jonkheer Hayo Addinga van Westerwolde, die in 1546 het domeingoed Tessinge in Loon verkreeg. Een ander voorbeeld is de familie Dentinge. In het ‘’Register van de inkomsten van de proostdij van St. Pieter te Utrecht uit goederen in Drenthe’’ uit 1298-1304 wordt voor het eerst gerefereerd naar deze familienaam. Hierin wordt beschreven uit welke goederen van Loon het Sint-Pieter kerkelijke tienden ontving. Eén van deze huizen is het ‘’Dentingehus.’’ In 1360 werden de kerkelijke tienden hiervan weer geïnd en wordt ‘’Femia van Deutinchuus’’ genoemd. Femia wordt hier beschreven als een ‘’eerzame jonkvrouw,’’ wat erop wijst dat zij geen willekeurige boerin was en waarschijnlijk behoorde tot de kleine adel of tot de grote eigenerfden. De familienaam Dentinge kwam tot 1654 voor in Loon. Een lid van de adellijke familie ‘’Rengers’’ heeft ook voor een korte periode onroerend goed gehad in Loon. Van 1691 tot 1694 wordt ‘’De heer Capt. Rengers’’ vermeld in de haarstedenregisters. De familie Rengers is een oud adellijk geslacht uit de veertiende eeuw, afkomstig uit Groningen.

## Voorzieningen
Loon heeft een voetbalvereniging VV LEO met bijbehorend sportpark. Verder zijn er een hotel/restaurant, een bierbrouwerij, een fietsenmaker en een nagelstudio gevestigd.

## Bezienswaardigheden
- Negentiende-eeuws boerderijcomplex aan de Markeweg 2. Dit complex bevat een achterbaander, schuur, stookhok en varkenskot.[15]